# SMS Schleswig-Holstein
El SMS Schleswig-Holstein fue uno de los cinco acorazados de la clase Deutschland y el último acorazado pre-dreadnought construido por la Marina Imperial alemana. El buque fue puesto en grada en los astilleros Germaniawerft de Kiel en agosto de 1905 y entró en servicio en julio de 1908. Los barcos de esta clase estaban obsoletos en el momento de su entrada en servicio por su inferioridad en tamaño, blindaje, potencia de fuego y velocidad respecto a los nuevos acorazados tipo dreadnought ya en servicio en la armada británica. Su nombre proviene de la provincia de Schleswig-Holstein.
El acorazado entró en acción en las dos guerras mundiales. Durante la Primera Guerra Mundial estuvo en la primera línea de combate como parte de la II Escuadra de Batalla de la Flota de Alta Mar alemana, en el seno de la cual participó en el mayor combate naval de todo el conflicto, la batalla de Jutlandia. Tras este combate el acorazado fue relegado a funciones de guardia en la desembocadura del río Elba antes de ser dado de baja a finales de 1917. Sin embargo, fue uno de los pocos acorazados que se permitió conservar a Alemania en los duros términos del Tratado de Versalles, por lo que el Schleswig-Holstein fue reincorporado al servicio en los años 20. En la década siguiente, el viejo acorazado se convirtió en buque escuela para cadetes navales.
El Schleswig-Holstein tiene acreditado haber realizado los primeros disparos de la Segunda Guerra Mundial, efectuados contra la base polaca de Westerplatte en la madrugada del 1 de septiembre de 1939. Durante la mayor parte de esta segunda confrontación mundial, el acorazado fue empleado como buque escuela, hasta que en diciembre de 1944 fue hundido por bombarderos británicos. Fue reflotado y encallado en aguas poco profundas por la Armada Soviética, que lo usó como buque objetivo en pruebas de artillería hasta la década de 1960. La campana del acorazado se exhibe en la actualidad en el Museo de Historia Militar del Bundeswehr en Dresde.

## Construcción

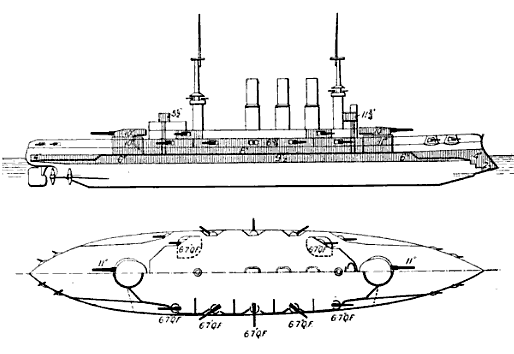
Dibujo lineal de la clase Deutschland

El Schleswig-Holstein fue construido para combatir en la línea de batalla junto a otros acorazados de la Flota de Alta Mar alemana. Su quilla se puso en grada el 18 de agosto de 1905 en el astillero Germaniawerft de Kiel y el casco se botó el 17 de diciembre de 1906. Fue el último acorazado pre-dreadnought de la Marina Imperial alemana, pues el revolucionario HMS Dreadnought británico, armado con diez cañones de 305 mm, había entrado en servicio en diciembre de 1906 y sus espectaculares características dejaron obsoletos a todos los barcos de la flota alemana, incluido el Schleswig-Holstein.
El buque tenía 127,6 m de eslora, 22,2 m de manga y un calado máximo de 8,21 m. Desplazaba a plena carga 14 218 toneladas y fue equipado con máquinas de triple expansión con una potencia de 16 000 CV que lo impulsaban a una velocidad máxima de 19,1 nudos (35,4 km/h). Además de ser el barco más rápido de su clase, el Schleswig-Holstein era el segundo más eficiente en cuanto a consumo de fuel, pues a una velocidad de crucero de 10 nudos (19 km/h) podía navegar 10 590 km.
Su armamento principal consistía en cuatro cañones de 280 mm SK L/40 en dos torretas dobles, aunque también estaba equipado con catorce cañones de 170 mm montados en casamatas y veinte de 88 mm en montajes pivotantes. Fue dotado también con cuatro tubos lanzatorpedos de 450 mm dispuestos en el casco bajo la línea de flotación.

## Historial de servicio
Una vez construido, el Schleswig-Holstein fue puesto en servicio para llevar a cabo sus pruebas de mar a partir del 6 de julio de 1908. La mayor parte de su tripulación provenía de su buque gemelo Schlesien. El 21 de septiembre el barco fue asignado a la II Escuadra de batalla de la Flota de Alta Mar junto con todos los buques de su clase. En noviembre su unidad y el resto de la flota realizaron maniobras en el mar Báltico, pruebas que se hicieron con un programa que no cambió en los siguientes cinco años y que incluía un crucero de instrucción por el Atlántico que se desarrolló entre el 7 de julio y el 1 de agosto de 1909. Las maniobras de la flota se efectuaron en primavera, seguidas de un crucero en verano a Noruega y otras maniobras en otoño. El 3 de octubre de 1911 el barco fue transferido de nuevo a la II Escuadra. Como consecuencia a la crisis de Agadir en julio de ese año, el crucero de verano se realizó solo en el Báltico. El 14 de julio de 1914 comenzó el crucero de verano anual a Noruega, pero la amenaza de guerra en Europa lo acortó y en el plazo de dos semanas el Schleswig-Holstein y el resto de su escuadra habían retornado a Wilhelmshaven.

### Primera Guerra Mundial

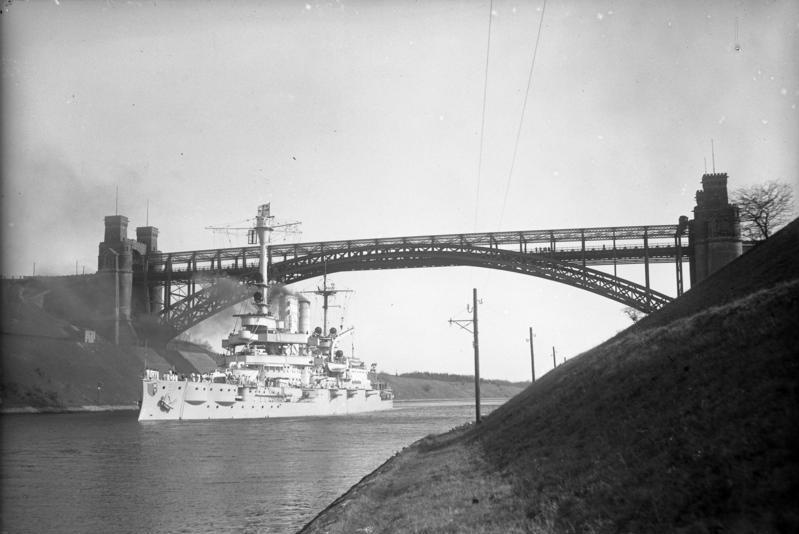
El Schleswig-Holstein pasando bajo un puente del Canal de Kiel.

Al estallar la guerra en julio de 1914, el Schleswig-Holstein fue asignado a tareas de vigilancia en la desembocadura del río Elba, mientras el resto de la flota era movilizada. A finales de octubre fue enviado junto a sus buques gemelos a Kiel, donde recibieron mejoras en su sistema de protección submarina para hacerlos más resistentes a los torpedos y las minas. Tras esto, el Schleswig-Holstein y el resto de unidades de la II Escuadra de batalla regresaron a la flota, donde formaron parte de los acorazados que dieron soporte a los cruceros de batalla que bombardearon las ciudades costeras inglesas de Scarborough, Hartlepool y Whitby entre los días 15 y 16 de diciembre de 1914. Durante esta operación, la flota de batalla alemana, compuesta por doce dreadnoughts y ocho pre-dreadnoughts, estuvo a solo 19 km de un aislado escuadrón de acorazados británicos. Sin embargo, las escaramuzas entre las fuerzas rivales de destructores de cobertura hicieron creer al comandante alemán, almirante Friedrich von Ingenohl, que se hallaba ante toda la Gran Flota británica, por lo que abandonó el combate y regresó a puerto. En abril de 1916 al Schleswig-Holstein se le retiraron dos de sus piezas de 88 mm para colocar en su lugar otros dos cañones Flak de 88 mm.
El acorazado participó después en el avance de la flota hacia el banco Dogger entre el 21 y el 22 de abril de 1915. El 11 y 12 de septiembre el II Grupo de Exploración llevó a cabo una operación de colocación de minas frente al banco Swarte con el apoyo de la II Escuadra. Entre el 23 y el 24 de octubre la flota volvió a realizar patrullas que finalizaron sin contactos con el enemigo. Los dreadnoughts de las II y III Escuadras de Batalla se adentraron en el mar del Norte entre el 5 y el 7 de marzo de 1916 mientras el Schleswig-Holstein y el resto de la II Escuadra esperaban en la bahía Alemana, listos para entrar en acción. Después se unieron a la flota durante las operaciones de bombardeo de Great Yarmouth y Lowestoft en abril. Durante esta misión el crucero de batalla Seydlitz resultó seriamente dañado por una mina británica y hubo de regresar a puerto prematuramente. La visibilidad reducida hacia el final del día obligó a los alemanes a poner fin a la operación antes de que las unidades británicas pudieran intervenir.

#### Batalla de Jutlandia

Mapa de la batalla de Jutlandia con los movimientos de ambas flotas (en rojo los efectivos alemanes y en azul los británicos).

El comandante de la Flota de Alta Mar, almirante Reinhard Scheer, planeó inmediatamente otra incursión en el mar del Norte con la finalidad de atraer unidades navales británicas para destruirlas, pero los daños sufridos por el Seydlitz retrasaron la operación hasta fines de mayo. El Schleswig-Holstein fue el último barco asignado a la IV División de la II Escuadra de Batalla, desplegada en la retaguardia de la línea alemana y dirigida por el contralmirante Franz Mauve, por lo que era el barco más retrasado de toda la línea de batalla. Durante este avance hacia el norte el almirante Scheer ordenó a su flota perseguir a máxima velocidad a los acorazados del V Escuadrón de Batalla británico, que se batía en retirada ante los barcos alemanes. El Schleswig-Holstein y el resto de buques de su clase, todos bastante más lentos que los tipo dreadnought, se quedaron pronto rezagados. En el trascurso de la persecución el almirante Scheer ordenó al Hannover colocarse detrás del Schleswig-Holstein para así tener un buque insignia en cada extremo de la formación.
Los alemanes se toparon con la poderosa Gran Flota británica, al mando de sir John Jellicoe, hacia las 19:30 del 31 de mayo. La libertad de acción de la flota alemana se vio coartada por la presencia de los buques de la clase Deutschland, ya que si Scheer ordenaba la retirada de todos los buques a Alemania, ello hubiera supuesto sacrificar a los buques más lentos en la huida. Por ello Scheer decidió invertir el rumbo de su flota con una maniobra que requería que todas las unidades viraran 180° simultáneamente. Estando en retaguardia, los barcos de la II Escuadra de Batalla no pudieron tomar el nuevo rumbo tras el viraje, por lo que el Schleswig-Holstein y los otro cinco barcos de la escuadra quedaron en la parte de la línea alemana alejada del combate. El almirante Mauve consideró mover sus naves a la parte posterior de la línea, a popa de los acorazados de la III Escuadra de Batalla, pero decidió no hacerlo cuando se percató de que podía interferir en los movimientos de los poderosos cruceros de batalla del almirante Franz von Hipper. En su lugar, intentó colocarlos a la cabeza de la línea.

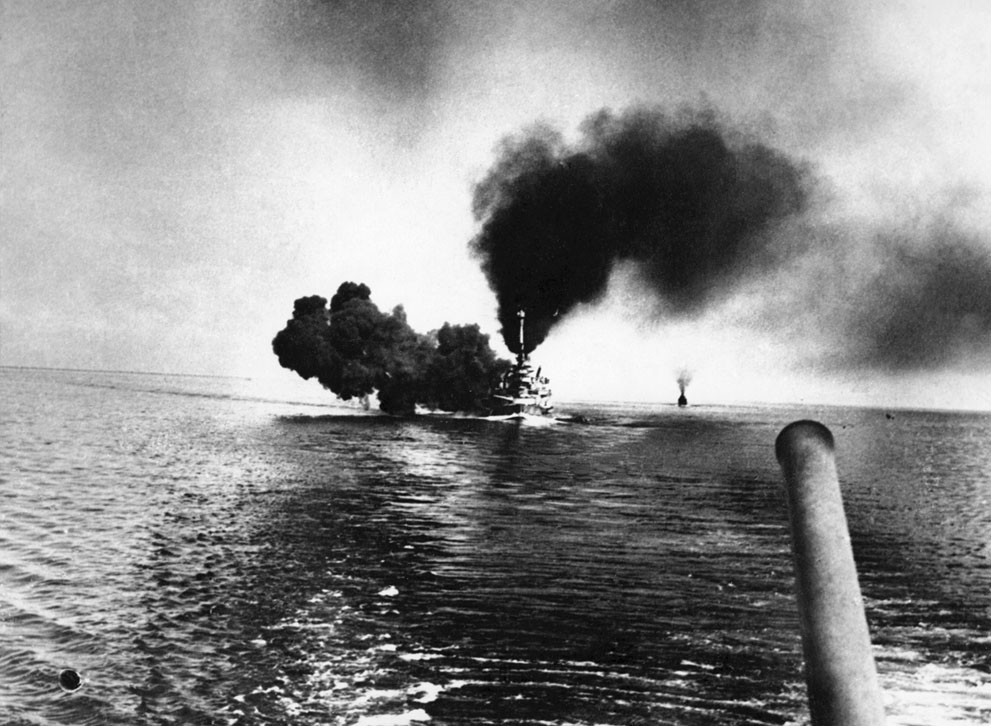
El Schleswig-Holstein disparando sus cañones durante la batalla de Jutlandia, el 31 de mayo de 1916.

Horas más tarde, los dañados cruceros de batalla de Hipper estaban siendo atacados por sus rivales británicos. El Schleswig-Holstein y sus gemelos se lanzaron en su ayuda navegando entre las formaciones enfrentadas y combatieron brevemente, fundamentalmente por la escasa visibilidad, que era tan pobre que los artilleros del Schleswig-Holstein no distinguieron ninguna nave enemiga y no abrieron fuego con sus cañones principales. Sin embargo, a las 21:35 un obús de grueso calibre impactó en la banda de babor del Schleswig-Holstein, abriendo un agujero de 40 cm en el lateral de su casco antes de explotar contra el interior del blindaje de la casamata. La explosión destrozó más de cuatro metros de la cubierta blindada y deshabilitó la casamata de los cañones de babor. Mauve decidió que no era aconsejable continuar combatiendo contra los poderosos cruceros de batalla ingleses y ordenó un giro de ocho puntos a estribor.
Con la llegada de la noche la flota alemana se reorganizó para el viaje nocturno de vuelta a Alemania. El Schleswig-Holstein lo hizo situado hacia la parte posterior de la formación, pero delante del Hessen, el Hannover y de los cruceros de batalla Von der Tann y Derfflinger. Sobre las 03:00 varios destructores británicos lanzaron una serie de ataques a la flota, algunos de los cuales fueron dirigidos contra el Schleswig-Holstein. Poco después el Pommern fue alcanzado por al menos un torpedo del destructor Onslaught que impactó contra su pañol de municiones y lo hizo desaparecer en medio de una brutal explosión. Durante este ataque el Schleswig-Holstein se vio obligado a alejarse para evitar los torpedos.
A pesar de la ferocidad de los combates nocturnos, la Flota de Alta Mar alemana eludió a los destructores británicos, alcanzó Horns Reef sobre las 4:00 del 1 de junio y unas horas después el puerto de Wilhelmshaven, donde los dreadnought ilesos de clase Nassau y clase Helgoland tomaron posiciones defensivas. En el transcurso de la batalla el Schleswig-Holstein solo había disparado veinte salvas de sus cañones secundarios de 170 mm y su tripulación registró tres muertos y nueve heridos.

#### Movimientos posteriores
El Schleswig-Holstein estuvo en dique seco para reparaciones desde el 10 al 25 de junio de 1916. Al término de las mismas fue usado como blanco para los U-boot, los submarinos alemanes, tarea que fue interrumpida del 12 al 23 de febrero de 1917 para que sirviera como buque de vigilancia. En abril el acorazado fue enviado a Altenbruch, en la boca del Elba, y allí fue dado de baja el 2 de mayo. El Schleswig-Holstein fue desarmado y asignado a la V Flotilla de submarinos como buque cuartel en Bremerhaven. En 1918 fue trasladado a Kiel, donde permaneció el resto de la guerra.

### Años de entreguerra

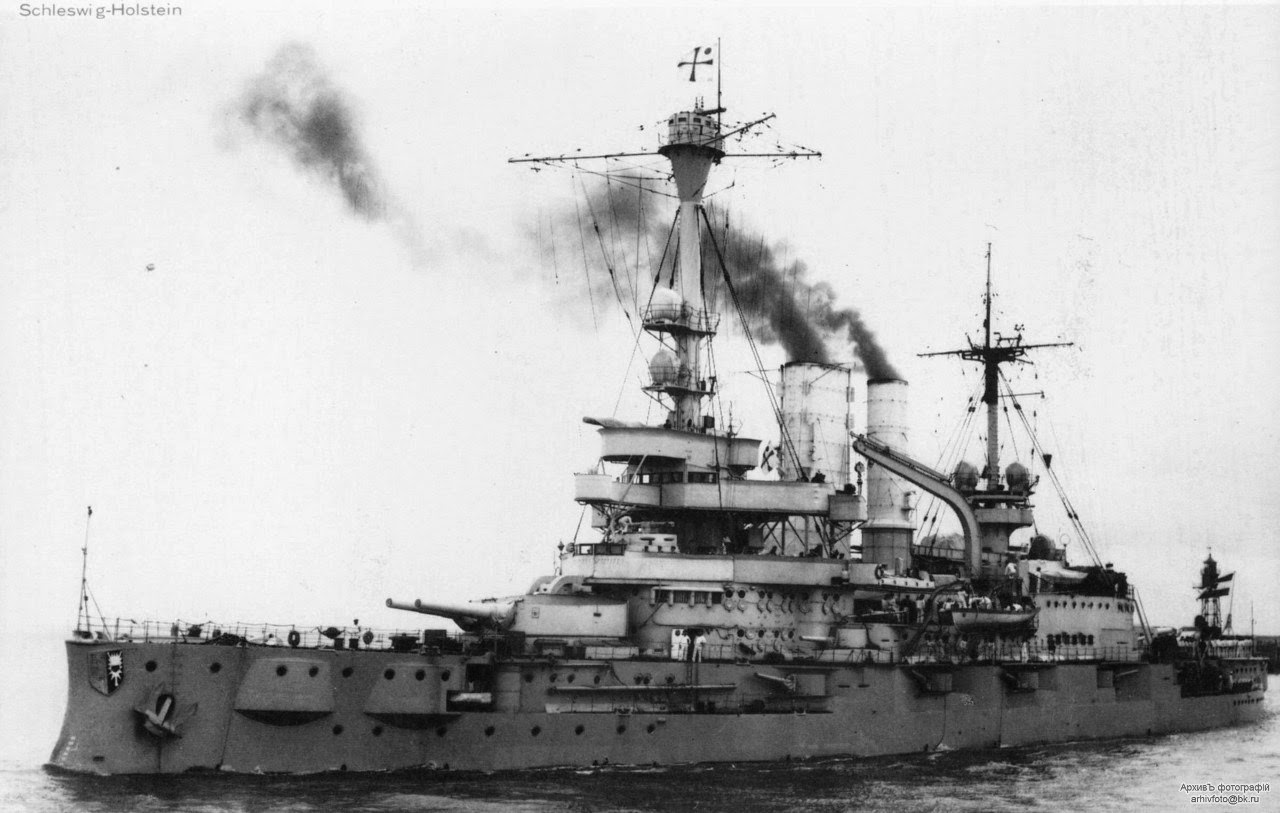
El Schleswig-Holstein en 1926.

Tras la derrota alemana en la Primera Guerra Mundial, la flota alemana fue reorganizada y rebautizada como Reichsmarine. A la nueva armada solo se le permitió mantener ocho acorazados pre-dreadnought —dos de los cuales estarían en la reserva— para tareas de defensa costera. El Schleswig-Holstein fue uno de los buques supervivientes, junto con sus gemelos Hannover y Schlesien y varios acorazados clase Braunschweig. El 31 de enero de 1926 el Schleswig-Holstein se convirtió en buque insignia de la flota tras un importante remodelación que incluyó la incorporación de nuevos controles de tiro y una superestructura posterior de mayores dimensiones para dar acomodo al estado mayor del almirante. Sus cañones secundarios de 170 mm fueron reemplazados por piezas de 150 mm y se le montaron cuatro nuevos tubos lanzatorpedos de 500 mm sobre la cubierta a proa y popa como sustitución de los anteriores tubos sumergidos. En diciembre de 1927 el acorazado volvió a entrar en el dique seco, del que salió en enero de 1928 con chimeneas de mayor altura, una remodelación que ya se le había practicado a su gemelo Schlesien.
Con la entrada en servicio de los nuevos acorazados clase Deutschland a partir de 1933 los viejos acorazados fueron gradualmente retirados del servicio en primera línea. En mayo de 1935 la Reichsmarine se convirtió en la Kriegsmarine tras la llegada al poder de Adolf Hitler y el partido Nazi. El Schleswig-Holstein dejó de ser buque insignia de la flota el 22 de septiembre de 1935, tras lo que fue acondicionado entre enero y julio de 1936 para servir como buque escuela. Esta remodelación incluyó la retirada de sus cañones de 150 mm y los tubos lanzatorpedos de cubierta, mientras que sus dos salas de máquinas de vapor fueron convertidas para usar la combustión de fueloil, aunque las calderas traseras siguieron empleando el carbón. La dotación del buque también sufrió cambios, pues su tripulación habitual, que habían sido 35 oficiales y 708 marineros, se redujo a 31 y 565, respectivamente. A ellos se sumaron 175 cadetes que hicieron cruceros de instrucción a bordo tanto del Schlesien como del Schleswig-Holstein. Este último realizó una travesía de seis meses a Sudamérica y el mar Caribe que partió en octubre de 1936, al año siguiente otra alrededor de África y entre 1938 y 1939 volvió a aguas americanas.
A mediados de los años 30 Hitler comenzó a practicar una política exterior cada vez más agresiva. En 1936 remilitarizó la región del Rin, completó el Anschluss con Austria y anexionó Checoslovaquia en 1938. Esto culminó en una demanda de la ciudad portuaria de Danzig, que había sido ciudad libre desde la Primera Guerra Mundial.

### Segunda Guerra Mundial

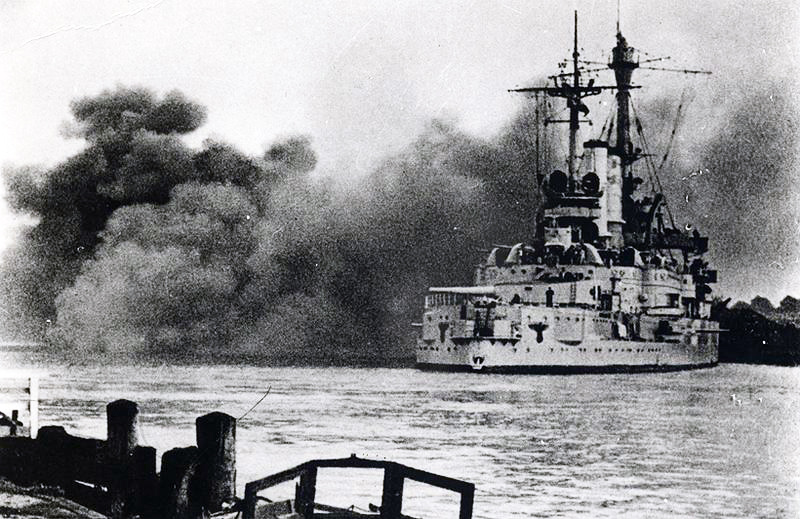
El Schleswig-Holstein bombardeando posiciones polacas en septiembre de 1939.

El 1 de septiembre de 1939 Alemania comenzó la invasión de Polonia. El Schleswig-Holstein había arribado a la península de Westerplatte el 25 de agosto y a las 04:47 del 1 de septiembre abrió fuego con su batería principal contra las posiciones polacas de la fortaleza que defendía la península. Eran los primeros disparos de la Segunda Guerra Mundial y daban inicio a la batalla de Westerplatte. Una fuerza de infantes de marina desembarcó del acorazado para tomar la fortaleza, pero los polacos que la defendían resistieron el asedio siete días, hasta las 10:30 del día 8.
El ejército alemán entonces fijó su atención más hacia el oeste e invadió Dinamarca. El Schleswig-Holstein fue asignado al componente naval de la fuerza de invasión, durante la cual el acorazado estuvo brevemente basado en la costa danesa. Tras esta operación fue devuelto a tareas de entrenamiento como buque insignia del Jefe de las Unidades de Entrenamiento. Continuó en esta labor hasta mediados de 1944, cuando su armamento antiaéreo fue significativamente reforzado y se trasladó a Gotenhafen para servir como barco antiaéreo. Sin embargo, allí el acorazado recibió tres impactos de bombas lanzadas por aviones bombarderos de la RAF británica el 18 de diciembre de 1944. Aunque quedó parcialmente hundido en aguas poco profundas, sus armas todavía estaban en uso. Después de que un incendio las deshabilitara permanentemente, su tripulación fue enviada a tierra para ayudar en la defensa de Marienburg.
Tras la caída de Marienburg en manos soviéticas la tripulación restante echó a pique el acorazado. Acabada la guerra, el buque fue reflotado entre 1945 y 1946 por la Armada Soviética y trasladado a Tallin. Aunque durante décadas se afirmó en varias publicaciones de referencia que el Schleswig-Holstein fue desguazado allí o en Marienburg, en realidad fue remolcado y en 1948 acabó encallado en aguas poco profundas frente a la isla de Osmussaare, en el golfo de Finlandia, donde fue usado como buque objetivo para pruebas de artillería. Así permaneció hasta 1966 y allí se conserva el pecio sumergido. Su campana se encuentra en el Museo de Historia Militar de la Bundeswehr en Dresde.

### Buques de la clase
• SMS Deutschland
• SMS Hannover
• SMS Schlesien
• SMS Pommern

### Listas relacionadas
• Acorazados
• Acorazados de Alemania